# Cladolejeunea
Cladolejeunea là một chi rêu trong họ Lejeuneaceae.